# بنو عبد مناف

بنو عبد مناف بن قصي بن كلاب بن مرة بن كعب بن لؤي بن غالب بن فهر بن مالك بن النضر وهو قريش بن كنانة بن خزيمة بن مدركة بن إلياس بن مضر بن نزار بن معد بن عدنان وعدنان من نسل النبي إسماعيل بن النبي إبراهيم .
وهم:
1. بنو هاشم بن عبد مناف، وفي نسله النبوة والشرف، ومن نسل هاشم بن عبد مناف ولد عبد المطلب بن هاشم ومن عبد المطلب بن هاشم خرج العباس وحمزة بن عبد المطلب وأبو طالب وعبد الله والد النبي محمد[3] وبنو هاشم هم آل البيت.
2. بنو عبد شمس بن عبد مناف ومنهم بنو أمية.[4]
3. بنو نوفل بن عبد مناف.
4. بنو المطلب بن عبد مناف وهم يدخلون في آل البيت مع بنو هاشم.[5]